# Cyberknife
Cyberknife ist ein robotergestützter Linearbeschleuniger zur Radiochirurgie (und Teletherapie) des amerikanischen Herstellers Accuray. Das System wurde an der Universität Stanford entwickelt und wird insbesondere zur Behandlung von gutartigen und bösartigen Tumoren eingesetzt. Nach Herstellerangaben wurden bis 2010 weltweit 234 Cyberknife-Systeme installiert. In Deutschland gibt es (Stand 2024) 13 Anlagen, in der Schweiz vier, in Österreich eine.

## Aufbau

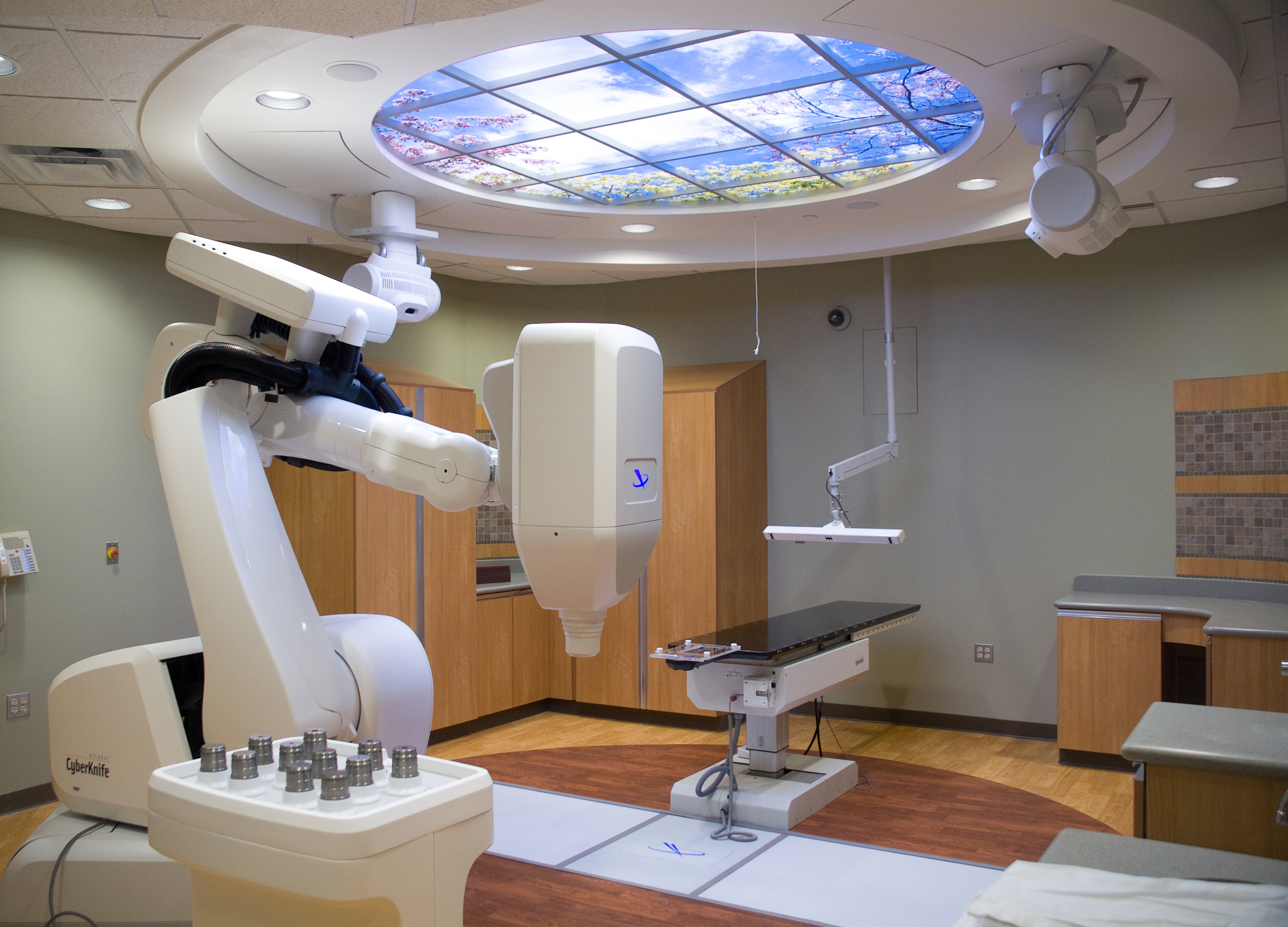
Cyberknife am St. Marys Spital in Michigan

Als Strahlenquelle dient ein besonders kompakter Linearbeschleuniger. Die Länge des Strahlrohres beträgt 50 cm bei einem Gewicht von 150 kg. Die beschleunigten Elektronen treffen auf ein gekühltes Bremstarget aus Wolfram, wobei Photonen der Nominalenergie 6 MeV erzeugt werden; dieser Energie entspricht im Körpergewebe ein Dosisabfall auf 80 % in 6,7 cm Tiefe. (siehe auch: Tiefendosiskurve) Der Strahl wird durch einen Streukegel auf Feldgrößen von 5–60 mm aufgeweitet. Die nominelle Dosisleistung beträgt 6 Gy/min im Referenzabstand von 80 cm. Der Linearbeschleuniger ist auf einem 6-Achsen-Industrieroboter montiert. Die Positionierungsgenauigkeit des Roboters ist vom Hersteller mit 0,2 mm angegeben. Ein zweiter Roboterarm trägt den Patiententisch.
Die Anlage wird während der Therapie bewegt, sodass der Therapiestrahl aus verschiedenen Richtungen einwirkt und die Dosis im Zielgebiet sich addiert. Bewegungen (z. B. durch Atmung) können ausgeglichen werden. Das Ortungssystem dafür besteht aus zwei Röntgenanlagen und einem Bildverarbeitungsrechner. Die Achsen der beiden Röntgenröhren stehen senkrecht aufeinander und schneiden sich im Zentrum des Zielgebiets. Die Anlage liefert so eine stereoskopische Abbildung. Dieses Bild wird mit rekonstruierten Bildern aus der Planungs-Computertomographie verglichen. Die Positionen von markanten knöchernen Strukturen oder implantierten Goldmarkern müssen übereinstimmen. Verschiebungen und Rotationen gegenüber der Referenzposition werden als Korrekturwert an den Roboter geliefert. Bei radiochirurgischen Anwendungen kommt man deshalb ohne invasive Fixierung mittels am Patienten verschraubter Rahmen aus.
Die Bestrahlungsplanungsoftware verwendet einen inversen Algorithmus (d. h. der Arzt definiert Zielvolumen und Dosis, daraus werden Strahlrichtungen und -dauern berechnet). Die Dosisverteilung wird per Raytracing-Verfahren oder Monte-Carlo-Simulation berechnet. Die Behandlungsdauer liegt – abhängig von der Komplexität des Zielvolumens – zwischen 30 und 120 Minuten.

## Behandlungsspektrum
Radiochirurgie (einzeitige, hochdosierte Bestrahlung) im Gegensatz zur konventionell auf viele Einzeldosen aufgeteilten Strahlentherapie eignet sich vor allem gegen kleine Ziele, die genügend weit von Risikoorganen entfernt liegen. In wissenschaftlichen Studien konnte die Wirksamkeit der Methode bei verschiedenen bösartigen Tumoren gezeigt werden:
- Aderhautmelanome,[5] Akustikusneurinome,[6] Meningeome,[7] Arteriovenöse Malformationen (AVM),[8] Hirnmetastasen,[9][10] Trigeminusneuralgie
- Metastasen, Neurinome und Meningeome der Wirbelsäule
- Bronchial-Karzinome[11], in frühen Stadien, Lungenmetastasen
- Leberzell-Karzinome[12] und Lebermetastasen[13]
- ausgewählte Prostata-Karzinome[14][15]
- Nierenzell-Karzinome[16][17]
- Urothel-Karzinome
- singuläre Lymphknotenmetastasen

Auch gegen bestimmte gutartige Tumoren und bei Trigeminusneuralgie wird Radiochirurgie eingesetzt.

## Geschichte
1951 entwickelte Lars Leksell, Professor für Neurochirurgie am schwedischen Karolinska-Institut, gemeinsam mit dem Physiker Börje Larsson an der Universität in Uppsala die von ihnen so genannte Radiochirurgie. 1968 installierten sie den ersten Prototyp des Gamma-Knife in Stockholm. 1972 gründete Leksell die Firma Elekta Instruments, die fortan die Gamma-Knife-Geräte herstellte. 1987 entwickelte John Adler nach seiner Rückkehr aus Schweden, wo er bei Leksell gearbeitet hatte, das erste Cyberknife an der Stanford-Universität in Kalifornien, USA. Die Roboter-Montierung des Cyberknife unterscheidet sich vom älteren Gamma-Knife, in das nur der Kopf des Patienten passt, und ist prinzipiell an allen Körperregionen einsetzbar. Ein technischer Vorteil gegenüber dem Gammaknife ist, dass die Betreiber des Cyberknife keine radioaktiven Quellen handhaben und entsorgen müssen. 1990 wurde die Firma Accuray in Kalifornien gegründet, um diese Geräte zu produzieren und weiterzuentwickeln. 1999 genehmigte die amerikanische Zulassungsbehörde FDA die Behandlung von Hirn- und Schädeltumoren in den USA. 2000 wurde die Zulassung auf Tumoren im gesamten Körper erweitert. 2002 wurde das Cyberknife-System auch in Europa für die Behandlung von Tumoren im gesamten Körper zugelassen. 2005 erteilte die FDA der dynamischen Positionsbestimmung (synchrony respiratory tracking) die Genehmigung. Dabei werden die Bewegungen der atmenden Lunge in der Behandlung berücksichtigt. Externe Marken (Infrarot-LEDs) auf der Hautoberfläche des Patienten und die Lage von vorher im Tumor implantierten Goldkörnern im Röntgenbild werden verfolgt und zeitlich synchronisiert (daher der Name Synchrony-Verfahren). Durch Prädiktion kann zusätzlich die Latenz der Roboterbewegung ausgeglichen werden.

## Standorte in Deutschland, Schweiz, und Österreich
- Cyberknife-Zentrum in München (seit 2005; in Kooperation mit dem Klinikum der Universität München)
- CyberKnife-Zentrum in Soest (seit April 2010)
- Saphir Radiochirurgie Zentrum Norddeutschland in Güstrow (ab November 2010), seit Januar 2021 Saphir Radiochirurgie Zentrum Norddeutschland in Kiel
- Cyberknife Center Hamburg-Langenhorn (seit September 2011)
- Charité in Berlin (seit September 2011)
- Universitätsklinikum Köln (seit November 2011)
- Universitätsklinikum Frankfurt am Main (seit Juni 2012)
- Cyberknife Centrum Mitteldeutschland am Helios Klinikum Erfurt (seit November 2012)
- Klinik am Eichert in Göppingen (seit Juli 2013)
- Schwarzwald-Baar Klinikum Villingen-Schwenningen (seit 2015)
- Universitätsklinikum Heidelberg (seit November 2015)
- MVZ Aurich-Norden GmbH (seit Juni 2022)
- Klinikum Chemnitz (seit März 2023)

Schweiz:
- Klinik Hirslanden, Zürich
- Universitätsspital Inselspital, Bern
- Centre hospitalier universitaire vaudois, Lausanne
- Clinique Générale Beaulieu, Genf

Österreich:
- Cyberknife Center Salzburg, Salzburg

## Ökonomische Aspekte
2013 wurden die Behandlungskosten am Uniklinikum Großhadern mit rund 10.000 Euro veranschlagt , 2016 die Kosten bei ein bis drei Bestrahlungen mit etwa 7000 Euro (am Universitätsklinikum Heidelberg) angegeben.